# OX4 The Best of Ride
Albums de Ride
Tarantula
(1996) Firing Blanks Unreleased Ride Recordings 1988–95
(2001)
OX4_The Best of Ride est une compilation du groupe anglais Ride, publiée en 2001 sur le label Ignition Records au Royaume-Uni. L'album apparaît également dans le Box Set (3 CD) consacré au groupe, qui inclut également la compilation d'inédits Firing Blanks et le Live Reading Festival 1992.
L'édition américaine a été publiée par le label First Time Records en 2002, en y incluant un second disque avec 4 morceaux tirés de Firing Blanks.
Le titre de ce best-of est une allusion au code postal d'Oxford en vigueur dans les années 80, ainsi qu'une référence au morceau éponyme, d'ailleurs présent sur le disque. Les morceaux de cette compilation ont été choisis par le groupe lui-même.

## Titres
Tous les titres ont été écrits par Ride, sauf mention contraire.
1. Chelsea Girl - 2:58
2. Drive Blind - 4:45
3. Like A Daydream - 3:06
4. Taste - 3:16
5. Dreams Burn Down - 6:04
6. Vapour Trail - 4:18
7. Unfamiliar - 5:05
8. Leave Them All Behind (Ride/Gardener) - 8:18
9. Twisterella (Ride/Gardener) - 3:42
10. OX4 (Ride/Gardener) - 5:05
11. Birdman – (Andy Bell) 6:39
12. From Time to Time (Gardener/Queralt) – 4:39
13. How Does It Feel To Feel? (Phillips/Garner) – 3:40
14. I Don't Know Where It Comes From (Andy Bell) – 3:25
15. Black Nite Crash (Andy Bell) – 2:32

L'édition américaine de 2002 contient 4 pistes bonus
1. Something's Burning - 3:14
2. Tongue Tied (Edwards/Ride) - 5:36
3. She's So Fine - 5:02
4. In a Different Place (Differently) - 6:48